# Túnel ordovícico del Fabar
El túnel ordovícico del Fabar es un túnel de 1500 m de longitud y doble trazado en la Autovía del Cantábrico  A-8 , que atraviesa la sierra del Sueve-Fito, en Ribadesella (Asturias, España). Su principal interés, y origen del nombre, reside en la sucesión estratigráfica del Ordovícico Medio y los niveles fosilíferos con trilobites, en un estado de conservación excepcional, desvelados durante la perforación de los túneles.
En 2001, el túnel fue calificado como «sección ordovícica de interés internacional» por la subcomisión de Estratigrafía del Ordovícico de la Unión Internacional de Ciencias Geológicas. En 2022 fue considerado por la National Geographic Society como uno de los 17 yacimientos paleontológicos más importantes de la península ibérica.
Gracias a la colaboración entre los responsables de la ejecución de túnel y de los geólogos y paleontólogos que pudieron estar presentes durante su perforación, se pudo estudiar y muestrear este tramo de la historia geológica que de otra forma se hubiera perdido irremisiblemente. Esta fructífera situación ha sido un caso singular en las obras de ingeniería civil.

## Construcción del túnel
Las obras comenzaron a finales de 1999 y entró en funcionamiento en noviembre de 2001.
El método constructivo usado fue el nuevo método austriaco o de «avance y destroza», consistente en realizar primero la excavación y sujeción de la bóveda (avance) y luego la excavación hasta la base del túnel (destroza). Casi inmediatamente, tanto la bóveda como las paredes se aseguran con mallas, bulones y cerchas, y se cubren con hormigón proyectado (gunita), lo que evita la descompresión natural del terreno y estabiliza la obra.

## Geología y paleontología
Geológicamente se ubica en la Zona Cantábrica del Macizo Ibérico, en la zona limítrofe entre la Unidad de la Cuenca Carbonífera Central y la Región de Pliegues y Mantos, concretamente en el denominado manto de Laviana.

### Estratigrafía
El trazado del túnel corta perpendicularmente sedimentos del Cámbrico al Devónico, verticalizados por la orogenia varisca. A rasgos generales la sucesión estratigráfica consta de cuarcitas y areniscas del Cámbrico Superior al Ordovícico Inferior (Formación Barrios), tras una laguna estratigráfica de unos tres millones de años se encuentran pizarras del Ordovícico Medio (Formación Sueve), culminando la sucesión con areniscas y conglomerados del Devónico Superior en discontinuidad estratigráfica, que regionalmente se apoyan también sobre la unidad inferior, por ausencia de las pizarras de la Formación Sueve.

#### Formación Barrios
La Formación Cuarcita de Barrios está compuesta principalmente de areniscas y cuarcitas. En esta sección tiene unos 800 metros de potencia y se divide en tres miembros, de inferior a superior: Miembro La Matosa, de unos 260 m, de naturaleza cuarcítica con algunos niveles de areniscas, datado en el Cámbrico Superior, Miembro Ligüeria, de 68,9 m, pizarroso, del Tremadociense, y Miembro Tanes, de 472,10 m, cuarcítico con tramos glauconíticos y con intercalaciones de pizarras con graptolitos, datado en el Arenigiense (piso europeo equivalente aproximadamente al Floiense más el Dapingiense de la escala global). El conjunto es de origen marino, de plataforma costera somera, con episodios de cierta profundización y otros de somerización. El análisis de la sucesión en el túnel, con rocas no alteradas y el muestreo del contenido fósil, ha permitido reinterpretar los ambientes de formación de estos sedimentos, que habían sido considerados hasta ahora como depósitos mayoritariamente someros, de aguas muy poco profundas, o incluso continentales.
En la sección del túnel se ha identificado además, hacia la mitad del Miembro La Matosa,  un tramo de pizarras de unos 40 metros de potencia, denominado Capas del Fabar, que no había sido detectado anteriormente en los afloramientos de superficie de esta formación o fue confundido con el miembro Ligüeria, de litología similar. Estas capas libraron fósiles de trilobites y filocáridos indicadores de ambientes de aguas profundas abiertas al océano. También se han recuperado acritarcos, que han permitido datar estos niveles en la época Furongiense, bien hacia finales del Jiangshaniense o bien a inicios de la edad 10 del Cámbrico.
En el tercio medio del Miembro Tanes, del Arenigiense medio, aparece un nivel de 70 cm de caolinita, que procede de la alteración de un nivel de cenizas volcánicas depositadas en el fondo marino. La misma capa se conocía por explotaciones de caolín en Grado y Tineo, y algunos afloramientos en la Unidad de la Cuenca Carbonífera Central, donde es conocida como Capa Pedroso. Es una capa que, debido a su poco espesor y su naturaleza menos consistente que las cuarcitas entre las que se encuentra, suele aflorar muy mal y ser difícil de localizar. Su identificación en El Fabar amplía a más de 45 000 km² la extensión original de estas cenizas sobre la plataforma del margen de Gondwana, lo que implica una erupción de gigantescas proporciones, denominadas «ultraplinianas», cuya nube de cenizas se ha estimado en más de 10 veces superior a la emitida durante la erupción de 1991 del volcán Pinatubo. La homogeneidad de la capa en todos los afloramientos asturianos conocidos, con un espesor medio de 65 cm, sin superar los 80 cm, indica que el foco de emisión debió estar muy alejado, fuera de la Zona Cantábrica. Este tipo de depósitos corresponde a episodios de muy corta duración. La datación por U-Pb ha proporcionado una edad absoluta de 477,47 ± 0,93 millones de años.
Otro nivel muy singular estudiado en el túnel, esta vez de naturaleza fosfática, es una lumaquela de lingúlidos, capa de treinta centímetros compuesta principalmente por fósiles de lingúlidos, braquiópodos de concha quitinofosfática. Se ubica próximo al techo de la formación. El gran interés de esta capa es que puede correlacionarse en buena parte del suroeste de Europa y norte de África, donde aparece en una posición estratigráfica similar, cerca del techo de formaciones de areniscas y cuarcitas del Arenigiense. Su formación está relacionada con ambientes costeros muy someros. Las extensísimas acumulaciones de estos lingúlidos se interpretan como la acción de tsunamis, que barrerían el fondo somero y extremadamente plano, con pendientes deposicionales muy bajas, en los que vivían estos organismos. El origen de los tsunamis se asocia a erupciones freatomagmáticas, vulcanismo detectado en afloramientos de esta capa en otros lugares y por algunas chimeneas volcánicas, localizadas en otros puntos, que cortan a la parte infrayacente de la Formación Barrios.
El techo de la Formación Barrios presenta alteraciones propias de exposición subaérea, manifestando un posible periodo de emersión.

#### Formación Sueve
La Formación Pizarras del Sueve está compuesta principalmente por pizarras oscuras. Tiene unos 84 metros de espesor y se diferencian tres miembros: Cofiño, de 38,18 m, Bayo, de 33,12 m y Cerracín, de 12,85 m. Se corresponde con un ambiente sedimentario de plataforma marina abierta de cierta profundidad, que indica una situación transgresiva general en el Ordovícico.
La edad de la formación, según el contenido fósil, es Oretaniense superior tardío al Dobrotiviense inferior (según la cronoestratigrafía regional para el norte de Gondwana), es decir correlacionable con el Darriwiliense del Ordovícico Medio de la escala global, aunque en otras secciones no muy alejadas del área del túnel llega al Ordovícico Superior.
Gracias a la perforación del túnel han podido estudiarse detalladamente dos niveles singulares con presencia de hierro de origen sedimentario:
- El primero, en la base de la formación es de naturaleza oolítica, con el hierro en forma de óxidos. Marca la laguna estratigráfica de unos tres millones de años, que representa un episodio regresivo seguido de una transgrasión marina. Este nivel fue explotado históricamente por su contenido en hierro en la vecina localidad de Caravia.
- El segundo, situado gracias al túnel, en el Miembro Bayo, es de naturaleza siderítica (carbonatos, en lugar de óxidos). Esta capa presenta una fuerte bioturbación por organismos bentónicos, lo que le confiere un aspecto característico. Su contenido fósil ha permitido datarla en el Dobrotiviense.

Asimismo se han podido observar indicios petrolíferos en alguna de las pizarras basales, el registro más antiguo de la península ibérica. Se encuentran en una posición estratigráfica idéntica a otras pizarras ordovícicas que han sido importantes rocas madre petrolíferas en la península arábiga, aunque la tectónica regional producida aquí por las orogenias varisca primero y alpina después, ha eliminado cualquier posible acumulación de interés económico. También se identificaron algunos indicios petrolíferos en la Formación Barrios, pero de tipo secundario, asociados a porosidad y diaclasas, un petróleo probablemente procedente de esta unidad.

### Paleogeografía
Durante el Ordovícico esta zona se encontraba cubierta por el mar en latitudes próximas al actual Polo Sur, formado parte de una extensa plataforma continental de no más de 80 a 100 metros de profundidad del margen del gran continente de Gondwana. Esta plataforma marina perigondwánica se extendía sin interrupción entre las actuales penínsulas ibérica y arábiga.

### Bioestratigrafía
De entre los resultados bioestratigráficos obtenidos gracias al estudio del túnel, destacan la identificación de nueve biozonas  y la caracterización cronoestratigráfica precisa de algunas unidades litoestratigráficas:
- La datación en el Cámbrico Superior del Miembro La Matosa.
- Posible laguna estratigráfica intracámbrica en la base de las Capas del Fabar.
- Ubicación del límite Cámbrico-Ordovícico en la base del Miembro Ligüeira.
- Precisar la edad Tremadociense del Miembro Ligüeira y tramo inferior del Miembro Tanes.
- Precisar la edad Arenigiense inferior y medio del Miembro Tanes.

### Sistemática paleontológica
Los fósiles encontrados en el túnel pertenecen a 197 especies, de las que 66 se han identificado mediante macrofósiles, 101 por microfósiles y 29 son icnoespecies representadas por sus correspondientes icnofósiles (huellas de actividad fosilizadas). De todos los taxones identificados, 14 pertenecen a géneros o especies nuevas.
La lista faunística de los taxones identificados en el túnel incluye veintidós especies de trilobites, ocho ostrácodos, un artrópodo problemático, un rostroconcha, ocho bivalvos, cuatro gasterópodos, al menos un nautiloideo ortocono, nueve braquiópodos, tres equinodermos, tres cnidarios, dos hyolítidos, un macaeridio (anélidos acorazados), un briozoo, siete graptolitos, más de cincuenta y cuatro acritarcos, diecinueve quitinozoos, cinco conodontos, y treinta y un icnotaxones.
Destacan los trilobites del Furongiense encontrados en las Capas del Fabar (ubicadas en el Miembro La Matosa de la Formación Barrios), pues trilobites de esta época son extremadamente raros en los sedimentos perigondwánicos de Europa, Oriente Medio y noroeste de África.

### Tafonomía
Algunas características de la conservación de los fósiles hallados durante la perforación del túnel han dado lugar a su consideración como yacimiento excepcional, destacando:
- Un nivel con fósiles de trilobites sepultados vivos por una repentina avalancha de sedimentos. Los fósiles se presentan en posición de vida. Asimismo, el detallado estado de preservación en este nivel, ha conservado algunas estructuras musculares cefálicas en trilobites y los fósiles, piritizados, de los huevos de invertebrados más antiguos del registro fósil español, probablemente también pertenecientes a trilobites.
- Otro nivel, con sedimentos de grano muy fino, ha conservado los fósiles de las mudas de diferentes estados larvarios y moldes internos de ojos esquizocroales y holocroales de trilobites.

### Historia
En 2000, el paleontólogo Gutiérrez Marco, vio que comenzaban las obras del túnel y que se iba a atravesar la Formación Pizarras del Sueve y buena parte de la sucesión ordovícica, lo que podría permitir estudiarla en afloramientos frescos, sin meteorizar, y de forma estratigráficamente continua, no a base de afloramientos superficiales alterados, dispersos e incompletos. Junto a otros paleontólogos de la Universidad de Oviedo y de varios países, llevaban varios años estudiando la zona, debido a que en estas sierras del Sueve y Fito afloran sedimentos del Ordovícico Medio y Superior, poco conocidos en el suroeste europeo, y que están ausentes o mal representados en la mayoría de la Zona Cantábrica, bien por falta de sedimentación o bien por haber sido erosionados antes del Silúrico, o por ambos motivos. Este fue el gran interés, tanto geológico como paleontológico, de poder acceder a la sección que iba a descubrir la perforación de los túneles, para un estudio que iba a ser único e irrepetible.
Se solicitaron los permisos y autorizaciones pertinentes para poder realizar el seguimiento de los tajos de la obra y se contó con el apoyo de las autoridades y responsables de las empresas intervinientes. La premisa principal fue la de no entorpecer ni paralizar los trabajos de ejecución del túnel.
Los trabajos de perforación se realizaron en los dos túneles paralelos, comenzando en ambos extremos de cada uno, lo que daba cuatro frentes simultáneos. La imposibilidad de hacer el seguimiento científico a ese ritmo obligó a seleccionar cuidadosamente solo uno de los tajos. Con el proyectado de hormigón se cubrían las paredes del túnel en cada tramo que se avanzaba, de 3 a 5 metros cada uno, por lo que los estudios geológicos y muestreos paleontológicos hubo que hacerlos tras el desescombro de cada uno de estos tramos antes de que la roca viva fuera cubierta, es decir, dos veces al día se disponían de 20 a 30 minutos por tramo. Una vez en el exterior del túnel se estudiaba también el escombro extraído de cada tramo, cuidadosamente transportado y apilado para no perder el orden estratigráfico.
El resultado fue una detallada columna estratigráfica de 639 metros, correspondientes a 1030 metros reales de afloramiento dentro del túnel, en la que se distinguieron 205 tramos litológicos y se muestrearon 181 niveles con fines paleontológicos.

### Exposición y conservación
El abundante material recolectado durante la perforación del túnel se encuentra depositado en el Instituto Geológico y Minero de España, a la espera de que se le encuentre una ubicación adecuada y definitiva.
Una parte significativa del materia fue mostrado en público en dos exposiciones temporales, una en Madrid, entre marzo y agosto de 2006, y otra, de dos años de duración, en el Museo El Carmen de Ribadesella.